# Famille Tosa
Cette page explique l’histoire ou répertorie les différents membres de la famille Tosa.
La famille Tosa assure, dès le début du XVe siècle, la direction du Bureau de peinture (E-dokoro). 
L'arbre généalogique de cette famille de peintres, qui fait remonter son origine à l'époque Heian, n'est qu'une invention du XVIIe siècle, car on n'a pu découvrir le nom de Tosa qu'à partir de Yukihiro, au début du XVe siècle. Son père Yukimitsu, qui est vraisemblablement le premier à exercer le métier de peintre, ne porte pas encore ce nom, mais celui de Fujiwara). En fait, ces peintres se bornent à des représentations conventionnelles de peintures anciennes, faisant perdurer le style yamato-e, malgré l'importance acquise dans la société aristocratique par quelques-uns de ses membres, tel Mitsunobu (mort en 1522).

## Première génération

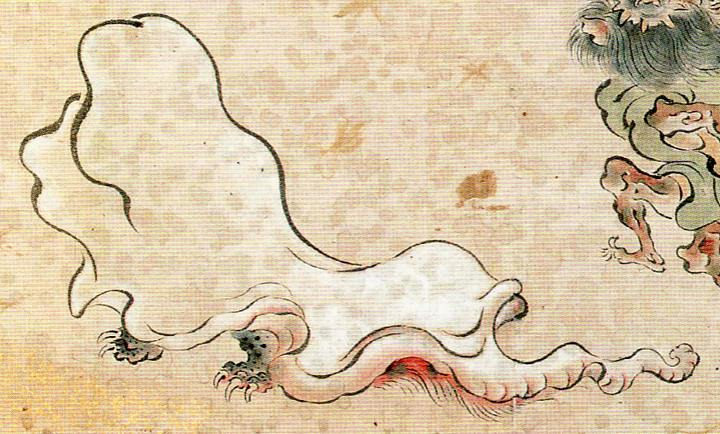

- Tosa Yoshimitsu, actif au début du XIVe siècle. Peintre Japonais. Il semble en réalité peu probable que cet artiste, nommé chef du Bureau de Peinture (e-dokoro) impérial, soit véritablement un membre de la famille Tosa, dont le nom n'apparaît qu'un siècle plus tard avec Tosa Yukihiro.  étranger  à la famille[2].
- Tosa Yukimitsu, porte le nom de Fujiwara Yukimitsu, (actif 1352-1389). Peintre. Japonais Yamato-e (peinture à la japonaise)[2].

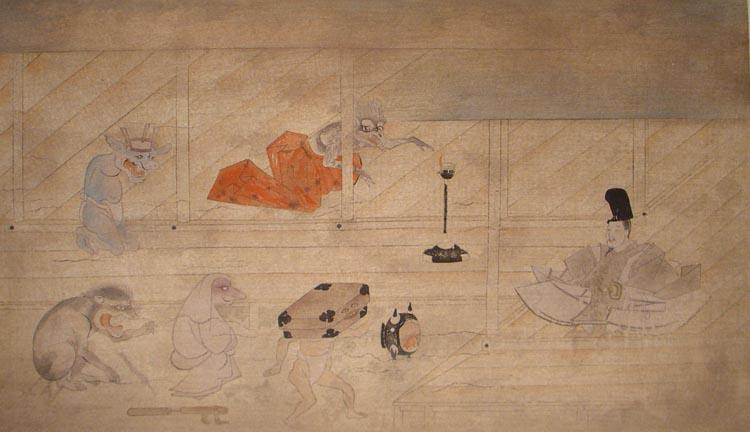

L'un des principaux artistes du bureau de peinture de la cour impériale, il est appointé au service du seigneur d'Echizen. En 1362, en tant que spécialiste d'images bouddhiques, il exécute les illustrations des six volumes intitulés Jizô Reikenki (les miracles de Jizô, c'est-à-dire du bodhisattva Ksitigarbha).
- Tosa Mitsuaki, (actif seconde moitié du XIVe siècle). Peintre Japonais. Fils supposé de Mitsumasa (?) et vit à Kyoto. Il est en relation avec de hauts fonctionnaires de son temps. Aucun lien connu ne le rattache à la famille Tosa sans toutefois devoir l'écarter[4].
- Jukihiro, Donné comme étant un grand-père de Mitsunobu[5].

## Deuxième génération

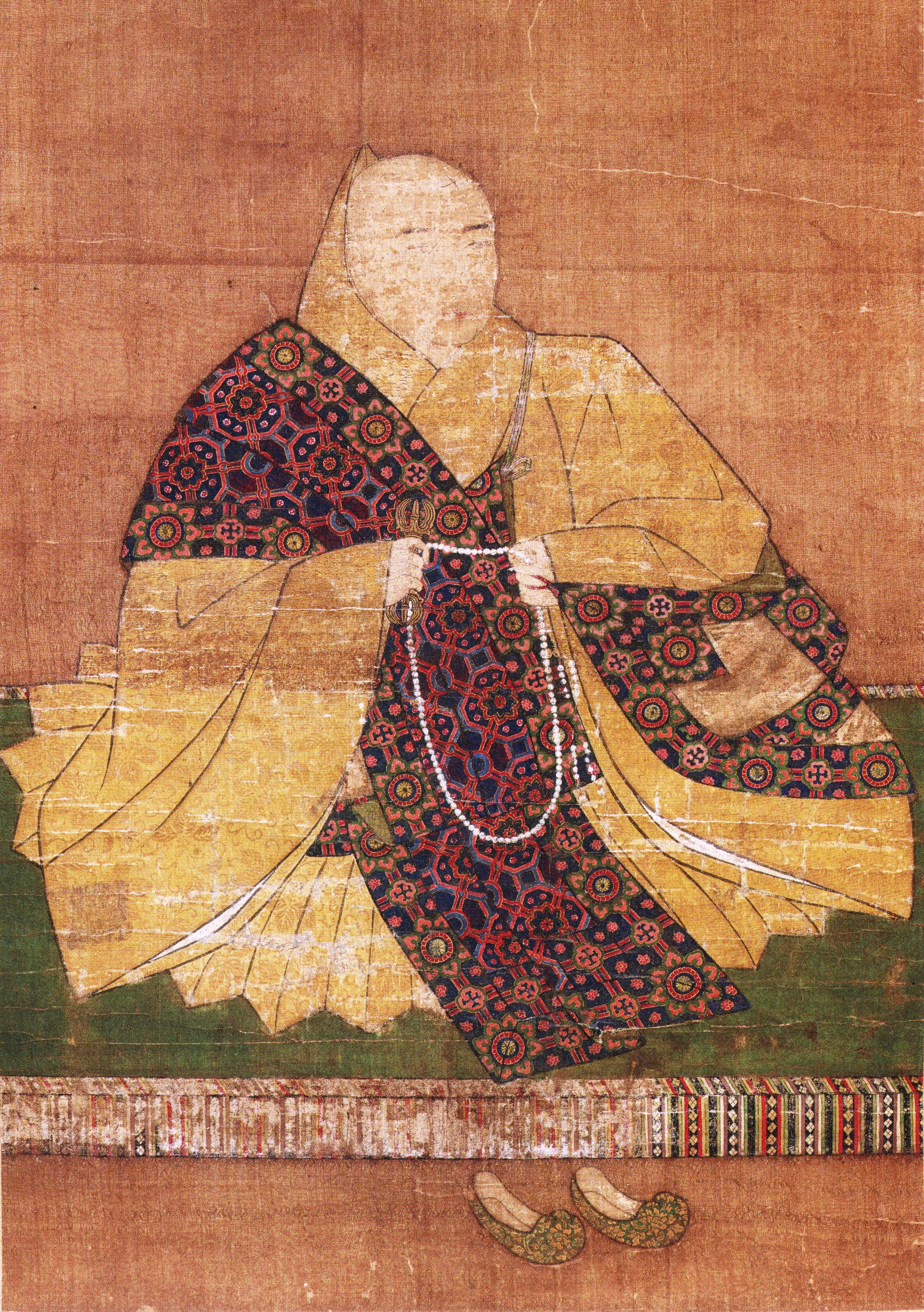

- Tosa Yukihiro, mort vers 1434. Actif de la fin du XIVe siècle au début du  XVe siècle. Peintre Japonais. Fils de Fujiwara Yukimitsu et premier du nom de Tosa avec le titre de Tosa Shōkan, Seigneur de Tosa, qui apparaît fréquemment dans diverses sources littéraires de son temps[2].
- Mitsuhiro, donné comme étant le fils de Jukihiro et le père de Mitsunobu[5].

## Troisième génération
Tosa Mitsunobu, né vers 1430, mort en 1522. XVe – XVIe siècles. Peintre. Japonais. Jouissant d'un prestige considérable dans son pays, Tosa Mitsunobu est considéré comme le véritable fondateur de l'école qui porte son nom, bien qu'il ne soit pas le premier du nom de Tosa. Petit-fils de Yukimitsu.
- Tosa Yukihide. Actif au XVe siècle. Peintre Japonais.   Fils et élève de Tosa Yukihiro[2].
- Tosa Hirochika, (actif 1459-1492). Peintre. Japonais.  Peintre de l'atelier de peinture de la cour (e-dokoro), il est l'Oncle supposé de Mitsunobu[4].

## Quatrième génération

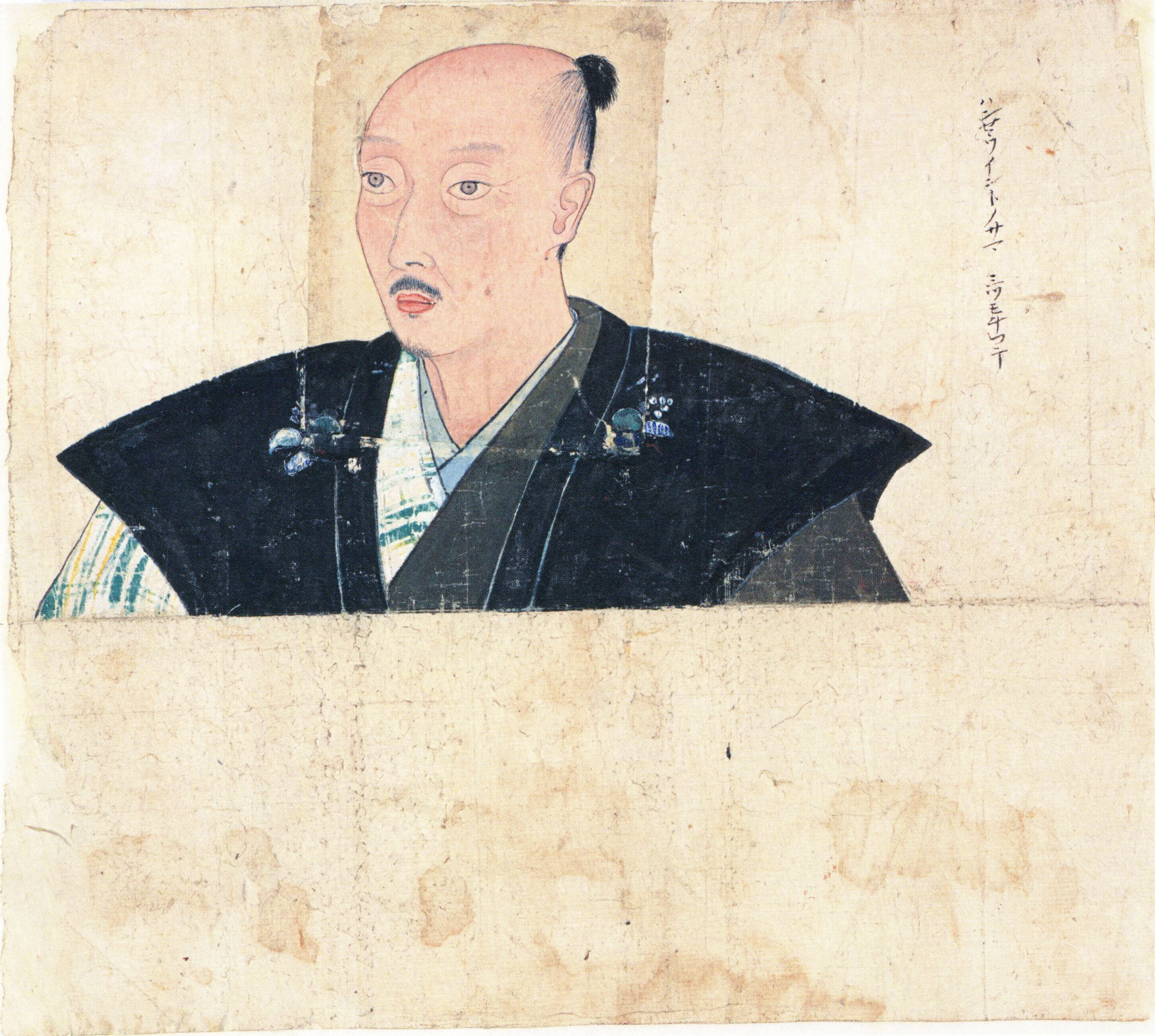

- Tosa Mitsumochi, appelé aussi: Tosa Mitsushige. Mort vers 1550. XVIe siècle. Peintre Japonais.  Fils de Tosa Mitsunobu, il prend la tête du Bureau de peinture (e-dokoro) en 1523. Il fait preuve du même talent polyvalent que son père et du même éclectisme dans le choix de ses sujets[4].

## Cinquième génération

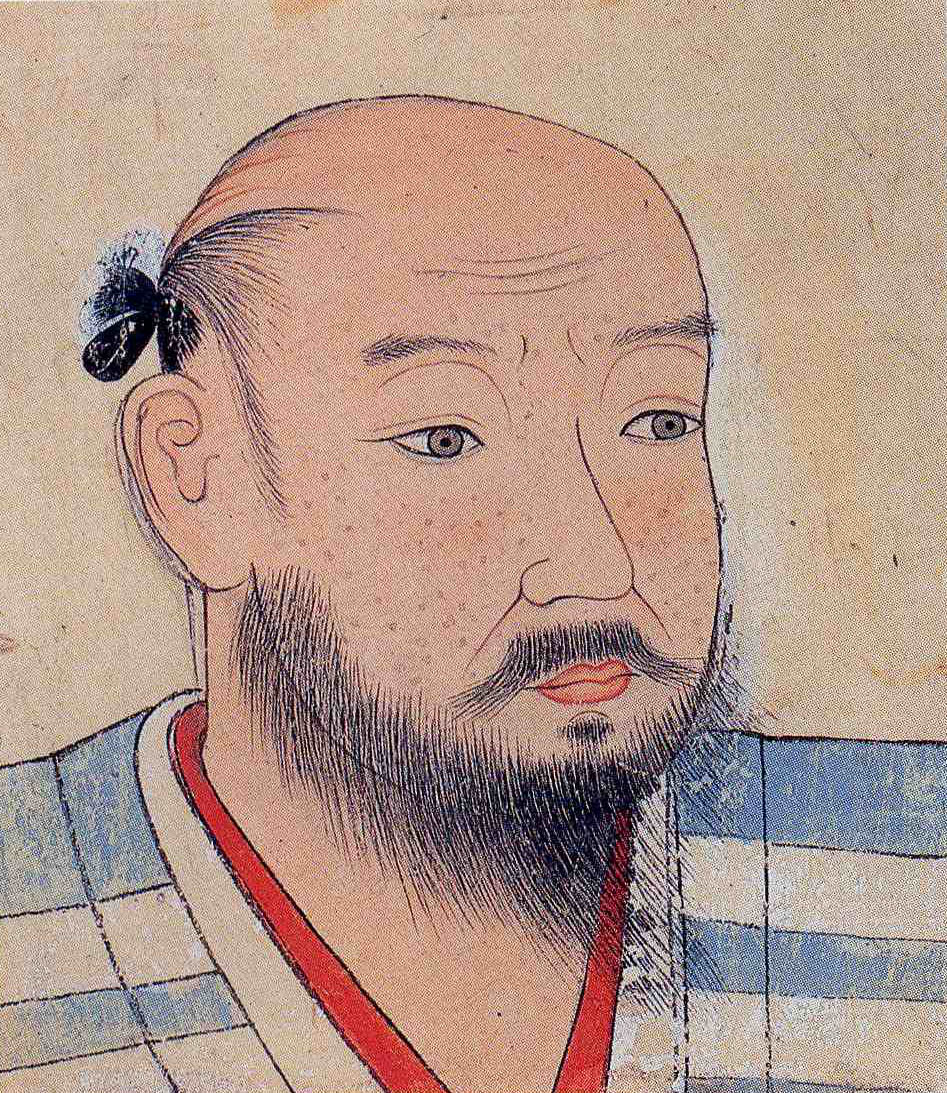

- Tosa Mitsumoto, né en 1530, mort en 1569 . XVIe siècle. Peintre Japonais.  Fils aîné de Mitsumochi, il prend la tête du Bureau de peinture (e-dokoro) en 1541[5].
- Tosa Mitsuyoshi, nom familier: Gyōbu, nom de pinceau: Kyūyoku, né en 1539, mort en 1613.  XVIe – XVIIe siècles. Peintre Japonais. Frère cadet de Mitsumoto et fils de  Mitsumochi[5].

## Sixième génération
- Tosa Mitsunori, nom de prêtre: Sôjin, né en 1584, mort en 1638. XVIIe siècle. Peintre Japonais.  Fils et élève de Tosa Mitsuyoshi[5].

## Septième génération

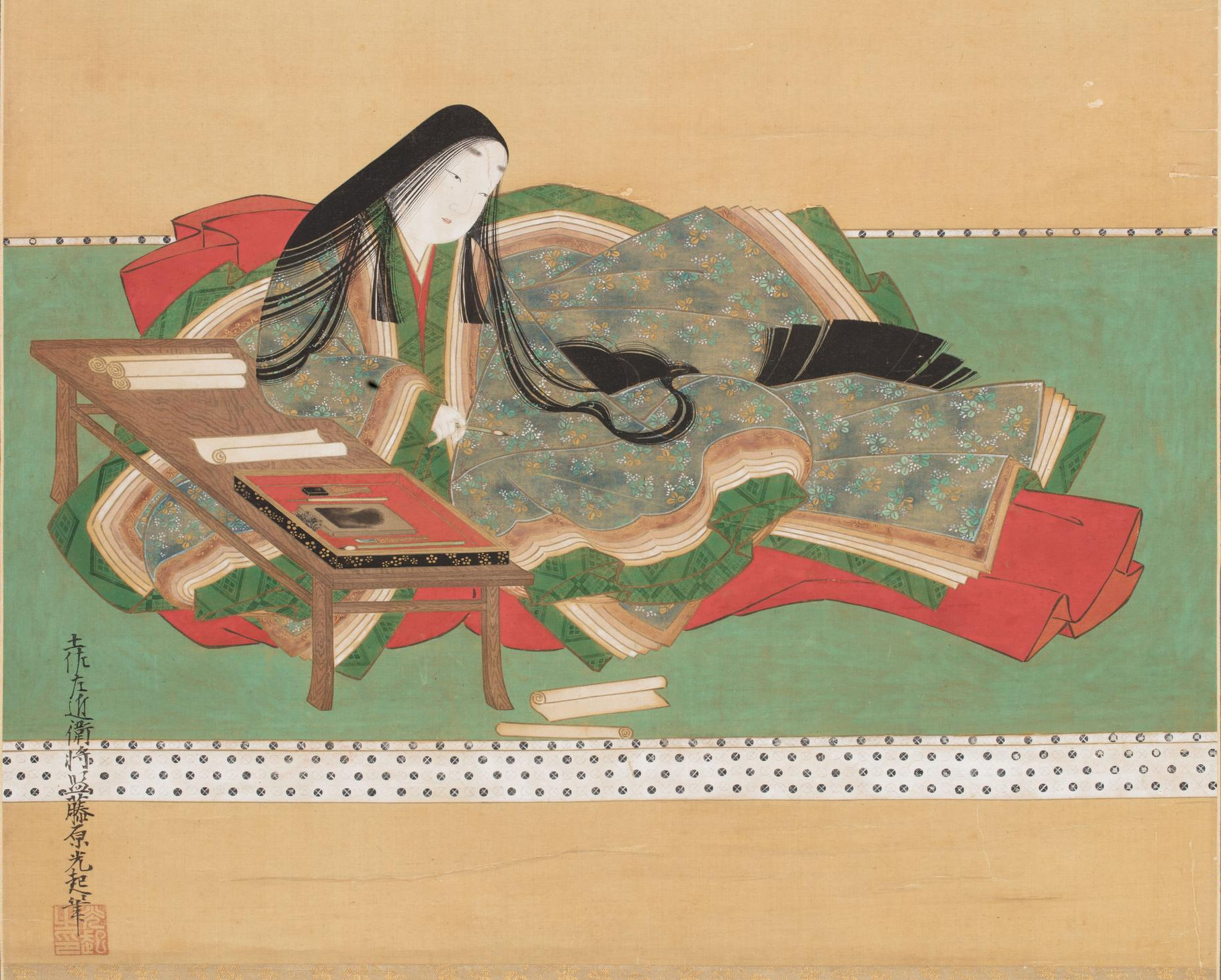

- Tosa Mitsuoki, noms de prêtre: Shunkaken et Jôshô, nom de pinceau: Jôshô, né en 1617, mort en 1691. XVIIe siècle. Japonais. Peintre  animalier et de fleurs.   Fils et élève de Tosa Mitsunori (1584-1638) et revenu jeune à Kyōto avec son père, il redonne une certaine prospérité à l'école Tosa, au début de l'époque Edo[5].

## Huitième génération
- Tosa Mitsunari, né en 1646, mort en 1710. XVIIe – XVIIIe siècles. Peintre Japonais.   Fils de Tosa Mitsuoki, il continue le style de son père, traitant les fleurs et les oiseaux d'une manière charmante sans manquer de tomber toutefois dans un certain formalisme académique[5].

## Filiation
Note : Les cases fond rouge indiquent les membres avérés de la famille Tosa. Les fonds blanc crème indiquent les rapports de parenté à définir. Les cases blanches indiquent l'ignorance de la profession.
|  |  |  |  |  |  |  |  |  |  |  |  |  |  |  |  |  |  |  |  |  |  |                                                         |                                                         |                                                         |                                                         |                                                         |                                                         |  |  |  |  |  |  |                                                              |                                                              |                                                              |                                                              |                                                              |                                                              |  |  |  |  |  |  |                                                                    |                                                                    |                                                                    |                                                                    |                                                                    |                                                                    |  |  |  |  |  |  |                                         |                                         |                                         |                                         |                                         |                                         |  |  |  |  |  |  |  |  |  |  |  |  |  |  |  |  |  |  |  |  |
|  |  |  |  |  |  |  |  |  |  |  |  |  |  |  |  |  |  |  |  |  |  |                                                         |                                                         |                                                         |                                                         |                                                         |                                                         |  |  |  |  |  |  |                                                              |                                                              |                                                              |                                                              |                                                              |                                                              |  |  |  |  |  |  |                                                                    |                                                                    |                                                                    |                                                                    |                                                                    |                                                                    |  |  |  |  |  |  |                                         |                                         |                                         |                                         |                                         |                                         |  |  |  |  |  |  |  |  |  |  |  |  |  |  |  |  |  |  |  |  |
|  |  |  |  |  |  |  |  |  |  |  |  |  |  |  |  |  |  |  |  |  |  | Tosa Yoshimitsu Parenté incertaine Actif au XIVe siècle | Tosa Yoshimitsu Parenté incertaine Actif au XIVe siècle | Tosa Yoshimitsu Parenté incertaine Actif au XIVe siècle | Tosa Yoshimitsu Parenté incertaine Actif au XIVe siècle | Tosa Yoshimitsu Parenté incertaine Actif au XIVe siècle | Tosa Yoshimitsu Parenté incertaine Actif au XIVe siècle |  |  |  |  |  |  | Tosa Yukimitsu Vrai nom Fujiwara Yukimitsu (actif 1352-1389) | Tosa Yukimitsu Vrai nom Fujiwara Yukimitsu (actif 1352-1389) | Tosa Yukimitsu Vrai nom Fujiwara Yukimitsu (actif 1352-1389) | Tosa Yukimitsu Vrai nom Fujiwara Yukimitsu (actif 1352-1389) | Tosa Yukimitsu Vrai nom Fujiwara Yukimitsu (actif 1352-1389) | Tosa Yukimitsu Vrai nom Fujiwara Yukimitsu (actif 1352-1389) |  |  |  |  |  |  | Tosa Mitsuaki (actif seconde moitié du XIVe) Fils de Mitsumasa (?) | Tosa Mitsuaki (actif seconde moitié du XIVe) Fils de Mitsumasa (?) | Tosa Mitsuaki (actif seconde moitié du XIVe) Fils de Mitsumasa (?) | Tosa Mitsuaki (actif seconde moitié du XIVe) Fils de Mitsumasa (?) | Tosa Mitsuaki (actif seconde moitié du XIVe) Fils de Mitsumasa (?) | Tosa Mitsuaki (actif seconde moitié du XIVe) Fils de Mitsumasa (?) |  |  |  |  |  |  | Jukihiro Grand-père de Mitsunobu        | Jukihiro Grand-père de Mitsunobu        | Jukihiro Grand-père de Mitsunobu        | Jukihiro Grand-père de Mitsunobu        | Jukihiro Grand-père de Mitsunobu        | Jukihiro Grand-père de Mitsunobu        |  |  |  |  |  |  |  |  |  |  |  |  |  |  |  |  |  |  |  |  |
|  |  |  |  |  |  |  |  |  |  |  |  |  |  |  |  |  |  |  |  |  |  | Tosa Yoshimitsu Parenté incertaine Actif au XIVe siècle | Tosa Yoshimitsu Parenté incertaine Actif au XIVe siècle | Tosa Yoshimitsu Parenté incertaine Actif au XIVe siècle | Tosa Yoshimitsu Parenté incertaine Actif au XIVe siècle | Tosa Yoshimitsu Parenté incertaine Actif au XIVe siècle | Tosa Yoshimitsu Parenté incertaine Actif au XIVe siècle |  |  |  |  |  |  | Tosa Yukimitsu Vrai nom Fujiwara Yukimitsu (actif 1352-1389) | Tosa Yukimitsu Vrai nom Fujiwara Yukimitsu (actif 1352-1389) | Tosa Yukimitsu Vrai nom Fujiwara Yukimitsu (actif 1352-1389) | Tosa Yukimitsu Vrai nom Fujiwara Yukimitsu (actif 1352-1389) | Tosa Yukimitsu Vrai nom Fujiwara Yukimitsu (actif 1352-1389) | Tosa Yukimitsu Vrai nom Fujiwara Yukimitsu (actif 1352-1389) |  |  |  |  |  |  | Tosa Mitsuaki (actif seconde moitié du XIVe) Fils de Mitsumasa (?) | Tosa Mitsuaki (actif seconde moitié du XIVe) Fils de Mitsumasa (?) | Tosa Mitsuaki (actif seconde moitié du XIVe) Fils de Mitsumasa (?) | Tosa Mitsuaki (actif seconde moitié du XIVe) Fils de Mitsumasa (?) | Tosa Mitsuaki (actif seconde moitié du XIVe) Fils de Mitsumasa (?) | Tosa Mitsuaki (actif seconde moitié du XIVe) Fils de Mitsumasa (?) |  |  |  |  |  |  | Jukihiro Grand-père de Mitsunobu        | Jukihiro Grand-père de Mitsunobu        | Jukihiro Grand-père de Mitsunobu        | Jukihiro Grand-père de Mitsunobu        | Jukihiro Grand-père de Mitsunobu        | Jukihiro Grand-père de Mitsunobu        |  |  |  |  |  |  |  |  |  |  |  |  |  |  |  |  |  |  |  |  |
|  |  |  |  |  |  |  |  |  |  |  |  |  |  |  |  |  |  |  |  |  |  |                                                         |                                                         |                                                         |                                                         |                                                         |                                                         |  |  |  |  |  |  |                                                              |                                                              |                                                              |                                                              |                                                              |                                                              |  |  |  |  |  |  |                                                                    |                                                                    |                                                                    |                                                                    |                                                                    |                                                                    |  |  |  |  |  |  |                                         |                                         |                                         |                                         |                                         |                                         |  |  |  |  |  |  |  |  |  |  |  |  |  |  |  |  |  |  |  |  |
|  |  |  |  |  |  |  |  |  |  |  |  |  |  |  |  |  |  |  |  |  |  |                                                         |                                                         |                                                         |                                                         |                                                         |                                                         |  |  |  |  |  |  | Tosa Yukihiro Mort vers 1434 Actif début XVe siècle          | Tosa Yukihiro Mort vers 1434 Actif début XVe siècle          | Tosa Yukihiro Mort vers 1434 Actif début XVe siècle          | Tosa Yukihiro Mort vers 1434 Actif début XVe siècle          | Tosa Yukihiro Mort vers 1434 Actif début XVe siècle          | Tosa Yukihiro Mort vers 1434 Actif début XVe siècle          |  |  |  |  |  |  |                                                                    |                                                                    |                                                                    |                                                                    |                                                                    |                                                                    |  |  |  |  |  |  | Mitsuhiro Père de Mitsunobu             | Mitsuhiro Père de Mitsunobu             | Mitsuhiro Père de Mitsunobu             | Mitsuhiro Père de Mitsunobu             | Mitsuhiro Père de Mitsunobu             | Mitsuhiro Père de Mitsunobu             |  |  |  |  |  |  |  |  |  |  |  |  |  |  |  |  |  |  |  |  |
|  |  |  |  |  |  |  |  |  |  |  |  |  |  |  |  |  |  |  |  |  |  |                                                         |                                                         |                                                         |                                                         |                                                         |                                                         |  |  |  |  |  |  | Tosa Yukihiro Mort vers 1434 Actif début XVe siècle          | Tosa Yukihiro Mort vers 1434 Actif début XVe siècle          | Tosa Yukihiro Mort vers 1434 Actif début XVe siècle          | Tosa Yukihiro Mort vers 1434 Actif début XVe siècle          | Tosa Yukihiro Mort vers 1434 Actif début XVe siècle          | Tosa Yukihiro Mort vers 1434 Actif début XVe siècle          |  |  |  |  |  |  |                                                                    |                                                                    |                                                                    |                                                                    |                                                                    |                                                                    |  |  |  |  |  |  | Mitsuhiro Père de Mitsunobu             | Mitsuhiro Père de Mitsunobu             | Mitsuhiro Père de Mitsunobu             | Mitsuhiro Père de Mitsunobu             | Mitsuhiro Père de Mitsunobu             | Mitsuhiro Père de Mitsunobu             |  |  |  |  |  |  |  |  |  |  |  |  |  |  |  |  |  |  |  |  |
|  |  |  |  |  |  |  |  |  |  |  |  |  |  |  |  |  |  |  |  |  |  |                                                         |                                                         |                                                         |                                                         |                                                         |                                                         |  |  |  |  |  |  |                                                              |                                                              |                                                              |                                                              |                                                              |                                                              |  |  |  |  |  |  |                                                                    |                                                                    |                                                                    |                                                                    |                                                                    |                                                                    |  |  |  |  |  |  |                                         |                                         |                                         |                                         |                                         |                                         |  |  |  |  |  |  |  |  |  |  |  |  |  |  |  |  |  |  |  |  |
|  |  |  |  |  |  |  |  |  |  |  |  |  |  |  |  |  |  |  |  |  |  |                                                         |                                                         |                                                         |                                                         |                                                         |                                                         |  |  |  |  |  |  |                                                              |                                                              |                                                              |                                                              |                                                              |                                                              |  |  |  |  |  |  |                                                                    |                                                                    |                                                                    |                                                                    |                                                                    |                                                                    |  |  |  |  |  |  |                                         |                                         |                                         |                                         |                                         |                                         |  |  |  |  |  |  |  |  |  |  |  |  |  |  |  |  |  |  |  |  |
|  |  |  |  |  |  |  |  |  |  |  |  |  |  |  |  |  |  |  |  |  |  |                                                         |                                                         |                                                         |                                                         |                                                         |                                                         |  |  |  |  |  |  |                                                              |                                                              |                                                              |                                                              |                                                              |                                                              |  |  |  |  |  |  |                                                                    |                                                                    |                                                                    |                                                                    |                                                                    |                                                                    |  |  |  |  |  |  |                                         |                                         |                                         |                                         |                                         |                                         |  |  |  |  |  |  |  |  |  |  |  |  |  |  |  |  |  |  |  |  |
|  |  |  |  |  |  |  |  |  |  |  |  |  |  |  |  |  |  |  |  |  |  |                                                         |                                                         |                                                         |                                                         |                                                         |                                                         |  |  |  |  |  |  | Tosa Yukihide Actif au XVe siècle                            | Tosa Yukihide Actif au XVe siècle                            | Tosa Yukihide Actif au XVe siècle                            | Tosa Yukihide Actif au XVe siècle                            | Tosa Yukihide Actif au XVe siècle                            | Tosa Yukihide Actif au XVe siècle                            |  |  |  |  |  |  | Tosa Mitsunobu né vers 1430 mort en 1522                           | Tosa Mitsunobu né vers 1430 mort en 1522                           | Tosa Mitsunobu né vers 1430 mort en 1522                           | Tosa Mitsunobu né vers 1430 mort en 1522                           | Tosa Mitsunobu né vers 1430 mort en 1522                           | Tosa Mitsunobu né vers 1430 mort en 1522                           |  |  |  |  |  |  | Tosa Hirochika Actif (1459-1492)        | Tosa Hirochika Actif (1459-1492)        | Tosa Hirochika Actif (1459-1492)        | Tosa Hirochika Actif (1459-1492)        | Tosa Hirochika Actif (1459-1492)        | Tosa Hirochika Actif (1459-1492)        |  |  |  |  |  |  |  |  |  |  |  |  |  |  |  |  |  |  |  |  |
|  |  |  |  |  |  |  |  |  |  |  |  |  |  |  |  |  |  |  |  |  |  |                                                         |                                                         |                                                         |                                                         |                                                         |                                                         |  |  |  |  |  |  | Tosa Yukihide Actif au XVe siècle                            | Tosa Yukihide Actif au XVe siècle                            | Tosa Yukihide Actif au XVe siècle                            | Tosa Yukihide Actif au XVe siècle                            | Tosa Yukihide Actif au XVe siècle                            | Tosa Yukihide Actif au XVe siècle                            |  |  |  |  |  |  | Tosa Mitsunobu né vers 1430 mort en 1522                           | Tosa Mitsunobu né vers 1430 mort en 1522                           | Tosa Mitsunobu né vers 1430 mort en 1522                           | Tosa Mitsunobu né vers 1430 mort en 1522                           | Tosa Mitsunobu né vers 1430 mort en 1522                           | Tosa Mitsunobu né vers 1430 mort en 1522                           |  |  |  |  |  |  | Tosa Hirochika Actif (1459-1492)        | Tosa Hirochika Actif (1459-1492)        | Tosa Hirochika Actif (1459-1492)        | Tosa Hirochika Actif (1459-1492)        | Tosa Hirochika Actif (1459-1492)        | Tosa Hirochika Actif (1459-1492)        |  |  |  |  |  |  |  |  |  |  |  |  |  |  |  |  |  |  |  |  |
|  |  |  |  |  |  |  |  |  |  |  |  |  |  |  |  |  |  |  |  |  |  |                                                         |                                                         |                                                         |                                                         |                                                         |                                                         |  |  |  |  |  |  |                                                              |                                                              |                                                              |                                                              |                                                              |                                                              |  |  |  |  |  |  | Tosa Mitsumochi Mort vers 1550                                     |                                                                    |                                                                    |                                                                    |                                                                    |                                                                    |  |  |  |  |  |  |                                         |                                         |                                         |                                         |                                         |                                         |  |  |  |  |  |  |  |  |  |  |  |  |  |  |  |  |  |  |  |  |
|  |  |  |  |  |  |  |  |  |  |  |  |  |  |  |  |  |  |  |  |  |  |                                                         |                                                         |                                                         |                                                         |                                                         |                                                         |  |  |  |  |  |  |                                                              |                                                              |                                                              |                                                              |                                                              |                                                              |  |  |  |  |  |  |                                                                    |                                                                    |                                                                    |                                                                    |                                                                    |                                                                    |  |  |  |  |  |  |                                         |                                         |                                         |                                         |                                         |                                         |  |  |  |  |  |  |  |  |  |  |  |  |  |  |  |  |  |  |  |  |
|  |  |  |  |  |  |  |  |  |  |  |  |  |  |  |  |  |  |  |  |  |  |                                                         |                                                         |                                                         |                                                         |                                                         |                                                         |  |  |  |  |  |  |                                                              |                                                              |                                                              |                                                              |                                                              |                                                              |  |  |  |  |  |  |                                                                    |                                                                    |                                                                    |                                                                    |                                                                    |                                                                    |  |  |  |  |  |  |                                         |                                         |                                         |                                         |                                         |                                         |  |  |  |  |  |  |  |  |  |  |  |  |  |  |  |  |  |  |  |  |
|  |  |  |  |  |  |  |  |  |  |  |  |  |  |  |  |  |  |  |  |  |  |                                                         |                                                         |                                                         |                                                         |                                                         |                                                         |  |  |  |  |  |  | Tosa Mitsumoto né en 1530 mort en 1569                       | Tosa Mitsumoto né en 1530 mort en 1569                       | Tosa Mitsumoto né en 1530 mort en 1569                       | Tosa Mitsumoto né en 1530 mort en 1569                       | Tosa Mitsumoto né en 1530 mort en 1569                       | Tosa Mitsumoto né en 1530 mort en 1569                       |  |  |  |  |  |  |                                                                    |                                                                    |                                                                    |                                                                    |                                                                    |                                                                    |  |  |  |  |  |  | Tosa Mitsuyoshi Né en 1539 mort en 1613 | Tosa Mitsuyoshi Né en 1539 mort en 1613 | Tosa Mitsuyoshi Né en 1539 mort en 1613 | Tosa Mitsuyoshi Né en 1539 mort en 1613 | Tosa Mitsuyoshi Né en 1539 mort en 1613 | Tosa Mitsuyoshi Né en 1539 mort en 1613 |  |  |  |  |  |  |  |  |  |  |  |  |  |  |  |  |  |  |  |  |
|  |  |  |  |  |  |  |  |  |  |  |  |  |  |  |  |  |  |  |  |  |  |                                                         |                                                         |                                                         |                                                         |                                                         |                                                         |  |  |  |  |  |  | Tosa Mitsumoto né en 1530 mort en 1569                       | Tosa Mitsumoto né en 1530 mort en 1569                       | Tosa Mitsumoto né en 1530 mort en 1569                       | Tosa Mitsumoto né en 1530 mort en 1569                       | Tosa Mitsumoto né en 1530 mort en 1569                       | Tosa Mitsumoto né en 1530 mort en 1569                       |  |  |  |  |  |  |                                                                    |                                                                    |                                                                    |                                                                    |                                                                    |                                                                    |  |  |  |  |  |  | Tosa Mitsuyoshi Né en 1539 mort en 1613 | Tosa Mitsuyoshi Né en 1539 mort en 1613 | Tosa Mitsuyoshi Né en 1539 mort en 1613 | Tosa Mitsuyoshi Né en 1539 mort en 1613 | Tosa Mitsuyoshi Né en 1539 mort en 1613 | Tosa Mitsuyoshi Né en 1539 mort en 1613 |  |  |  |  |  |  |  |  |  |  |  |  |  |  |  |  |  |  |  |  |
|  |  |  |  |  |  |  |  |  |  |  |  |  |  |  |  |  |  |  |  |  |  |                                                         |                                                         |                                                         |                                                         |                                                         |                                                         |  |  |  |  |  |  |                                                              |                                                              |                                                              |                                                              |                                                              |                                                              |  |  |  |  |  |  |                                                                    |                                                                    |                                                                    |                                                                    |                                                                    |                                                                    |  |  |  |  |  |  | Tosa Mitsunori Né en 1584 mort en 1638  |                                         |                                         |                                         |                                         |                                         |  |  |  |  |  |  |  |  |  |  |  |  |  |  |  |  |  |  |  |  |
|  |  |  |  |  |  |  |  |  |  |  |  |  |  |  |  |  |  |  |  |  |  |                                                         |                                                         |                                                         |                                                         |                                                         |                                                         |  |  |  |  |  |  |                                                              |                                                              |                                                              |                                                              |                                                              |                                                              |  |  |  |  |  |  |                                                                    |                                                                    |                                                                    |                                                                    |                                                                    |                                                                    |  |  |  |  |  |  |                                         |                                         |                                         |                                         |                                         |                                         |  |  |  |  |  |  |  |  |  |  |  |  |  |  |  |  |  |  |  |  |
|  |  |  |  |  |  |  |  |  |  |  |  |  |  |  |  |  |  |  |  |  |  |                                                         |                                                         |                                                         |                                                         |                                                         |                                                         |  |  |  |  |  |  |                                                              |                                                              |                                                              |                                                              |                                                              |                                                              |  |  |  |  |  |  |                                                                    |                                                                    |                                                                    |                                                                    |                                                                    |                                                                    |  |  |  |  |  |  | Tosa Mitsuoki Né en 1617 mort en 1691   |                                         |                                         |                                         |                                         |                                         |  |  |  |  |  |  |  |  |  |  |  |  |  |  |  |  |  |  |  |  |
|  |  |  |  |  |  |  |  |  |  |  |  |  |  |  |  |  |  |  |  |  |  |                                                         |                                                         |                                                         |                                                         |                                                         |                                                         |  |  |  |  |  |  |                                                              |                                                              |                                                              |                                                              |                                                              |                                                              |  |  |  |  |  |  |                                                                    |                                                                    |                                                                    |                                                                    |                                                                    |                                                                    |  |  |  |  |  |  |                                         |                                         |                                         |                                         |                                         |                                         |  |  |  |  |  |  |  |  |  |  |  |  |  |  |  |  |  |  |  |  |
|  |  |  |  |  |  |  |  |  |  |  |  |  |  |  |  |  |  |  |  |  |  |                                                         |                                                         |                                                         |                                                         |                                                         |                                                         |  |  |  |  |  |  |                                                              |                                                              |                                                              |                                                              |                                                              |                                                              |  |  |  |  |  |  |                                                                    |                                                                    |                                                                    |                                                                    |                                                                    |                                                                    |  |  |  |  |  |  | Tosa Mitsunari Né en 1646 mort en 1710  |                                         |                                         |                                         |                                         |                                         |  |  |  |  |  |  |  |  |  |  |  |  |  |  |  |  |  |  |  |  |

## Pour approfondir